# Rejane Cannes
 Rejane Maria da Graça Secches Cannes  (Porto Alegre, 3 de março  de 1962) é uma ex-voleibolista  indoor e também de  vôlei de praia, pioneira no vôlei de praia em seu Estado de origem e também uma das pioneiras na elite nacional no vôlei de praia.Foi campeã do Circuito Sul-Americano de Vôlei de Praia de 2002 no Brasil. Atualmente é técnica e instrutora internacional desta modalidade.

## Carreira
Em 1977, com apenas 15 anos de idade, inicia a praticar o voleibol indoor no Sogipa  onde sagrou-se hexacampeã do Campeonato Gaúcho, de 1981 a 1986, permanecendo até 1990, na época era treinada pelo técnico Betão.
Em 1990 passou a dedicar a carreira na modalidade de vôlei de praia, sendo uma das pioneiras tanto no cenário rio-grandense do sul quanto no voleibol profissional brasileiro e começou a competir na primeira edição da variante feminina do Circuito Brasileiro Banco do Brasil em 1992.Já pelo Circuito Brasileiro Banco do Brasil de Vôlei de Praia de 1993 conquistou ao lado de Cristina Mignone o título da etapa de Salvador.
Na temporada de 1994 do Circuito Banco do Brasil disputou a etapa de Vitória ao lado de Cláudia "Claudinha" Lupion, e conquistou o título da etapa de Curitiba ao lado de Roseli Timm e ao final da edição conquistaram o vice-campeonato geral.
Voltou a competir ao lado de Cristina Mignone na temporada de 1995, e juntas conquistaram o título da etapa de São Luís, válida pelo Circuito Banco do Brasil.
Estreou no Circuito Mundial de Vôlei de praia na jornada 1995-96, época que competiu ao lado de Siomara de Souza e alcançou o vigésimo sexto lugar no Aberto de Santos.Na temporada de 1996 do Circuito Mundial iniciou competindo com Ivanise de Jesus alcançando a vigésima quinta colocação nas Séries Mundiais de Maceió e Recife.Neste mesmo circuito, competiu ao lado de  Albetiza Rodrigues e conquistaram a décima terceira colocação na Série Mundial de Salvador.
No Circuito Banco do Brasil de 1996 disputou a fase final da etapa de Florianópolis ao lado de Albetiza Rodrigues.Com Albetiza disputou o Aberto de Marseille quando alcançaram a nona posição, e ao lado de Gerusa Ferreira conquistou a quinta posição no Aberto de Salvador pelo mesmo circuito.
No ano de 1997 disputou o torneio amistoso chamado Fanta Open ao lado de Magda Lima e juntamente com Gerusa Ferreira alcançou o quarto lugar na classificação geral do Circuito Banco do Brasil de 1997.
Novamente ao lado de Gerusa Ferreira disputaram pelo Circuito Mundial de 1998 o Aberto do Rio de Janeiro, encerrando na nona colocação.Voltou a formar dupla com Ivanise de Jesus , alcançando o trigésimo terceiro lugar na etapa de Salvador neste mesmo circuito.Com Ivanise também disputou a etapa de Maceió pelo Circuito Banco do Brasil de 1998.
Com Gerusa disputou o bronze na décima etapa do Circuito Banco do Brasil de 1999, realizada em Porto Alegre e pelo Circuito Mundial deste ano alcançaram a quadragésima primeira colocação.
No período esportivo de 2000, Rejane disputou o Aberto de Vitória pelo Circuito Mundial ao lado de Camila Bertozzi, quando finalizaram na trigésima terceira posição, e pelo mesmo circuito,  conquistou a décima sétima colocação ao lado de Ana Richa no Aberto de Fortaleza.
No Circuito Mundial de 2001 competiu ao lado de Renata Trevisan Ribeiro no Aberto de Fortaleza, ocasião que finalizaram na décima terceira colocação . No cenário nacional disputou o Rainha da Praia de 2001.
No Circuito Bando do Brasil de 2001 competiu na etapa de Uberlândia ao lado de Isabela Lopez .disputou  em Niterói, na Praia de Icaraí, ao lado de Mônica Paludo, Carol e  Tatiana Minello,  a Copa Samsung de Vôlei Four de 2001, representando o Rio Grande do Sul, e alcançou o terceiro lugar.
Pelo Circuito Banco do Brasil de 2002 disputou a etapa de Florianópolis com Ivanise de Jesus e a décima primeira etapa realizada em Feira de Santana disputou ao lado de Tânia Souza e a décima terceira etapa do Recife ao lado de Luciana “Lu”.
Nesta temporada do Circuito Sul-Americano de Vôlei de Praia de 2002, Macaé com Vanilda Leão  de forma invicta.
Na temporada de 2003 do Circuito Banco do Brasil disputou o qualifying para etapa de Londrina ao lado de Carol e disputou o torneio principal da etapa de João Pessoa ao lado de “Lu” Rosário  e também a etapa de Maceió, a última da competição .Ainda em 2003 disputou a etapa de Aracaju pelo Circuito Banco do Brasil Challenger, alcançando neste circuito o quinto lugar na etapa de Belém .
No Circuito Banco do Brasil de 2004 disputou a etapa de Porto Alegre ao lado de Ivanise de Jesus e a décima segunda etapa do Rio de Janeiro pelo mesmo circuito, marcou sua despedida das areais, ocasião que jogava com Tânia Souza, após disputar 528 partidas resolveu encerrar sua carreira como atleta aos 42 anos de idade.Formou-se em Educação Física, fez o curso de nível II da CBV em 2005 .
Foi coordenadora, técnica e professora da Escolinha Equipe Rejane de Vôlei de Praia  de 1995 a 2009, também exerceu em 2008 e 2009 a função de técnica da seleção brasileira na categoria sub-21 na modalidade feminina e preparou as atletas para a disputa do Campeonato Mundial de Vôlei de Praia de 2008 e 2009 em Brighton alcançando o sétimo lugar, e Blackpool, encerrando em nono lugar, na Inglaterra, respectivamente.
No masculino treinou a dupla Oscar Brandão e Gustavo Carvalhaes  nas temporadas de 2008 e 2009 no Banco do Brasil.Também treinou a dupla  Amanda Maltez e Natasha Borges, conquistando na categoria Sub-19 o título do Campeonato Carioca de 2007,já na categoria Sub-21 obteve os títulos  Campeonato Carioca e do Campeonato Brasileiro de Vôlei de Praia , ambos em  2008, o vice-campeonato carioca em 2009 e com esta dupla chegou ao primeiro lugar no ranking adulto carioca em 2009.
Como treinadora da categoria sub-19 foi vice-campeã carioca e brasileira em 2007 com a dupla Amanda Maltez e Isabella Heckert ; vice-campeã carioca em 2006 com a dupla Amanda Maltez e Luiza Ungerer. Alcançou também a quarta colocação com a dupla Camila Araújo e Ingrid Brayner no Campeonato Brasileiro de Vôlei de Praia Sub-19 e nesta categoria o vice-campeonato carioca de 2009 com Camila Araújo e Fernanda Teixeira.Ao lado de seu marido e auxiliar Cláudio já revelaram grandes talentos do vôlei de praia a exemplo de Haissa Rodrigues que conquistou em 2012 o título da etapa recém-criada na categoria Sub-23, em João Pessoa, ao lado de Júlia Schmidt.
Retornando a jogar como atleta na categoria máster em 2010.Continua recrutando e revelando novos talentos no Centro de Treinamento Rejane/STAM.Em 2016 foi contratada pela NORCECA, já que é instrutora credenciada da FIVB, para ministrar cursos para treinadores em países: Honduras, Belize, El Salvador, Nicarágua, Costa Rica e Panamá.Em Porto Alegre tem um circuito que leva seu nome.

## Títulos e resultados
- Etapa do Brasil do Circuito Sul-Americano de Vôlei de Praia:2002[25]
- Circuito Brasileiro Banco do Brasil:1994[7]
- Circuito Brasileiro Banco do Brasil:1997[13]
- Etapa de São Luís do Circuito Brasileiro Banco do Brasil:1995[9]
- Etapa de Curitiba do Circuito Brasileiro Banco do Brasil:1994[6]
- Etapa de Salvador do Circuito Brasileiro Banco do Brasil:1993[3]
- Etapa de Florianópolis da Copa Samsung:2001[21]
- Campeonato Gaúcho:1981,1982,1983,1984,1985 e 1986[1]